# Linda Ghisoni
Linda Ghisoni (Cortemaggiore, 1965) é uma teóloga italiana, especialista em direito canônico e membro da Cúria Romana. Participou da organização do Encontro dos Bispos sobre a proteção dos menores na Igreja.
Linda Ghisoni estudou teologia católica na Universidade de Tübingen e obteve o doutorado em 1999 na Pontifícia Universidade Gregoriana em direito canônico. Foi admitida no Tribunal da Rota Romana em 2002 como advogada e serviu nos Tribunais da Cúria como notária, defensora, auditora e juíza. De 2003 a 2009 foi defensora do braço matrimonial na Rota. De 2013 a 2016 foi membro do Pontifício Conselho para os Leigos e posteriormente professora de Direito Canônico na Gregoriana e na Universidade de Roma III.
O Papa Francisco a nomeou em 7 de novembro de 2017 subsecretária do Dicastério para os Leigos, a Família e a Vida. Em 21 de abril de 2018, ela foi nomeada pelo Papa como consultora da Congregação para a Doutrina da Fé que Ele participou da organização do Encontro dos Bispos sobre a proteção dos menores na Igreja.
Em fevereiro de 2019, Ghisoni participou da reunião realizada no Vaticano sobre abuso infantil, propondo algumas medidas para combater a pedofilia consideradas por analistas "um pouco mais longe" do que as ouvidas até agora: pediu comissões consultivas independentes (compostas por leigos e clérigos). aconselhar e assistir os bispos em caso de agressão sexual, ou rever as normas do segredo pontifício, apoiando assim a petição das vítimas.
Linda Ghisoni é casada e mãe de dois filhos.